# Контугановский
Контугановский — посёлок в Нижнесергинском районе Свердловской области России, входит в состав Кленовского сельского поселения Нижнесергинского муниципального района. 

## География
Посёлок Контугановский расположен в 37 километрах (по автодорогам в 74 километрах) к северо-западу от города Нижние Серги, на левом берегу реки Чёрной (левого притока реки Бисерти). В посёлке расположен железнодорожный разъезд Контугановский Ижевского региона Горьковской железной дороги.

## Население
| 2002 | 2010 | 2021 |
| ---- | ---- | ---- |
| 52   | ↘42  | ↘13  |